# Asociación Canaria para la Defensa de la Naturaleza
La Asociación Canaria para la Defensa de la Naturaleza (ASCAN), es una organización no gubernamental (ONG) de carácter ecologista de la Isla de Gran Canaria (Islas Canarias, España), fundada en 1970.
Sus antecedentes se remontan al 8 de agosto de 1967 cuando distintas personas interesadas en la defensa y la divulgación de los valores naturales de la isla y archipiélago se reúnen en el Museo Canario y acuerdan fundar el Centro de Protección y Fomento de la Flora Canaria.
A principios de octubre de 1970 y, basándose en la Ley Reguladora de Asociaciones 24-12-64, se comenzó a trabajar sobre lo que se denominaría Sociedad Canaria de Amigos de la Naturaleza (SCAN). En una nueva reunión en ese mismo mes, se acuerda y lucha por la aprobación de los Estatutos de la que pasó a denominarse Asociación Canaria para la Defensa de la Naturaleza (ASCAN). Por Naturaleza canaria se entendía, tanto a la vegetación, como a la tierra, la fauna y al ser humano.
A partir de este momento, se concreta la finalidad de esta asociación, entre los que destaca la promoción y colaboración en toda tarea encaminada a la conservación de la Naturaleza; del medioambiente y del desarrollo sostenible; promoción y elaboración de campañas; estudios técnicos e investigaciones; colaboración en asesoramiento a las administraciones y a los particulares; promoción de la defensa, protección, conservación, investigación, difusión y divulgación del Patrimonio Histórico, Cultural y Arqueológico; potenciación del voluntariado entre la juventud.